# بیمارستان آیت‌الله طالقانی (اراک)
بیمارستان آیت‌الله طالقانی  واقع در استان مرکزی، شهرستان اراک بیمارستانی است آموزشی و درمانی وابسته به دانشگاه علوم پزشکی اراک با ۹۸ تخت ثابت که در سال ۱۳۴۶ خورشیدی تأسیس گردید. این بیمارستان در شهریور ماه ۱۳۹۱ موفق به دریافت استاندارد بین‌المللی ISO 9001 در زمینه کیفیت از نمایندگی شرکت NIS CERT آلمان گردید.
هم اکنون این بیمارستان دارای بخش‌های اورژانس، اتاق زایمان فیزیولوژیک، اتاق زایمان بی درد، زایمان، جراحیA، جراحیB، پست پارتوم، نوزادان، NICU و دیگر واحدهای پاراکلینیک و درمانگاهی می‌باشد.